# Cohors VI Hispanorum
Die Cohors VI Hispanorum (deutsch 6. Kohorte der Hispanier) war eine römische Auxiliareinheit. Sie ist durch Militärdiplome und Inschriften belegt. In einer Inschrift wird sie als Cohors VI Hispania bezeichnet, in der Notitia dignitatum als Ala VI Hispanorum.

## Namensbestandteile
- Cohors: Die Kohorte war eine Infanterieeinheit der Auxiliartruppen in der römischen Armee.

- VI: Die römische Zahl steht für die Ordnungszahl die sechste (lateinisch sexta). Daher wird der Name dieser Militäreinheit als Cohors sexta .. ausgesprochen.

- Hispanorum: der Hispanier. Die Soldaten der Kohorte wurden bei Aufstellung der Einheit auf dem Gebiet der römischen Provinz Hispanien rekrutiert.

Da es keine Hinweise auf die Namenszusätze milliaria (1000 Mann) und equitata (teilberitten) gibt, ist davon auszugehen, dass es sich um eine Cohors quingenaria peditata, eine reine Infanterie-Kohorte, handelt. Die Sollstärke der Einheit lag bei 480 Mann, bestehend aus 6 Centurien mit jeweils 80 Mann.

## Geschichte
Die Kohorte war in der Provinz Arabia stationiert. Sie ist auf Militärdiplomen für die Jahre 126 bis 142 n. Chr. aufgeführt.
Die Einheit wurde möglicherweise schon während der Regierungszeit von Augustus aufgestellt. Sie war im 1. Jhd. vermutlich in Cilicia oder Syria stationiert und wurde möglicherweise nach der Annexion des Nabatäerreichs durch Trajan um 106 nach Arabia verlegt. Der erste Nachweis in Arabia beruht auf einem Diplom, das auf 126 datiert ist. In dem Diplom wird die Kohorte als Teil der Truppen (siehe Römische Streitkräfte in Arabia) aufgeführt, die in der Provinz stationiert waren. Ein weiteres Diplom, das auf 142 datiert ist, belegt die Einheit in derselben Provinz. Durch eine Inschrift ist belegt, dass Soldaten der Einheit um 213 zusammen mit Soldaten weiterer Kohorten bei Qasr Al-Hallabat ein Kastell errichteten.
Letztmals erwähnt wird die Einheit in der Notitia dignitatum mit der Bezeichnung Ala sexta Hispanorum für den Standort Gomoha. Sie war Teil der Truppen, die dem Oberkommando des Dux Arabiae unterstanden.

## Standorte
Standorte der Einheit in Arabia waren möglicherweise:
| - Gomoha: Die Einheit wird in der Notitia dignitatum für diesen Standort aufgeführt. | - Qasr Al-Hallabat: Eine Inschrift wurde hier gefunden. |

## Angehörige der Kohorte
Folgende Angehörige der Kohorte sind bekannt.

### Kommandeure
| - [?], ein Präfekt (CIL 11, 4376) - Publius Aelius Ammonius, ein Präfekt - Q(uintus) P[]: er wird auf dem Diplom von 126 als Kommandeur genannt. | - [Π. Αιλ]ιος Φα[υστια]νος (P. Aelius Faustinus), ein χειλιαρχος (Tribun). Er war auch Tribun der Cohors I Raetorum. (IGR 4.728) |

### Sonstige
| - Aemilius Crispus, ein Soldat (AE 1990, 995) - Diurdanus: das Diplom von 126 wurde für ihn ausgestellt. - Γαιος, ein Soldat (AE 1993, 1652) | - M(arcus) Domitius (AE 1990, 995) - Romanus, ein Centurio (AE 1990, 995) |